# Glyptorhaestus boschmai
Glyptorhaestus boschmai är en stekelart som beskrevs av Teunissen 1953. Glyptorhaestus boschmai ingår i släktet Glyptorhaestus och familjen brokparasitsteklar. Inga underarter finns listade i Catalogue of Life.